# 広島県道304号中筒賀下線
広島県道304号中筒賀下線（ひろしまけんどう304ごう なかつつがしもせん）は、広島県山県郡安芸太田町から広島市佐伯区に至る一般県道である。

## 概要
山県郡安芸太田町大字中筒賀から広島市佐伯区湯来町大字下に至る。

### 路線データ
- 起点：山県郡安芸太田町大字中筒賀（国道186号交点）
- 終点：広島市佐伯区湯来町大字下（国道433号交点）
- 実延長：13,6 km

## 歴史
- 1972年（昭和47年）11月24日 - 広島県告示第983号により認定される。
- 2004年（平成16年）10月1日 - 山県郡加計町・戸河内町・筒賀村が合併して山県郡安芸太田町が発足したことにより起点の地名表記が変更される（山県郡筒賀村中筒賀→山県郡安芸太田町中筒賀）。
- 2005年（平成17年）4月25日 - 佐伯郡湯来町が広島市に編入されたことにより終点の地名表記が変更される（佐伯郡湯来町下→広島市佐伯区湯来町下）。また、旧佐伯郡湯来町内分の道路管理者が広島県から広島市に変更される。

## 路線状況
ほとんど太田川右岸に沿って走る路線で、未改良箇所が多い。
かつては中国自動車道 太田川橋付近（山県郡安芸太田町大字加計 - 山県郡安芸太田町大字中筒賀間）に通行不能区間が存在したが2008年（平成20年）度に工事が行われ現在は解消されている。

### 重複区間
- 国道186号・国道191号・国道434号（山県郡安芸太田町大字下筒賀）
- 国道191号（山県郡安芸太田町大字加計）
- 広島県道303号上筒賀津浪線（山県郡安芸太田町大字中筒賀、延長：111.00 m）

### 道路施設

#### 橋梁
- 筒賀橋（延長：105.80 m、太田川、山県郡安芸太田町、広島県道303号上筒賀津浪線重複区間内）

#### トンネル
- 宮山トンネル：延長92 m、1980年（昭和55年）竣工、山県郡安芸太田町（国道191号重複区間内）
- 砂ヶ瀬（ごみがせ）トンネル：延長31 m、1943年（昭和18年）竣工、山県郡安芸太田町

## 地理

### 通過する自治体
- 広島県
  - 山県郡安芸太田町 - 広島市（佐伯区）

### 交差する道路
| 交差する道路                                                         | 市町村名 | 市町村名   | 交差する場所 | 交差する場所 |
| -------------------------------------------------------------------- | -------- | ---------- | ------------ | ------------ |
| 国道186号 国道434号 重複                                             | 山県郡   | 安芸太田町 | 大字中筒賀   | 起点         |
| 広島県道303号上筒賀津浪線                                            | 山県郡   | 安芸太田町 | 大字中筒賀   |              |
| 国道186号 重複区間起点 国道191号 重複区間起点 国道434号 重複区間起点 | 山県郡   | 安芸太田町 | 大字下筒賀   |              |
| 国道186号 重複区間終点 国道191号 重複区間終点 国道434号 重複区間終点 | 山県郡   | 安芸太田町 | 大字下筒賀   |              |
| 国道191号 重複区間起点                                               | 山県郡   | 安芸太田町 | 大字加計     |              |
| 国道191号 重複区間終点                                               | 山県郡   | 安芸太田町 | 大字加計     |              |
| 広島県道303号上筒賀津浪線 重複区間起点                               | 山県郡   | 安芸太田町 | 大字中筒賀   |              |
| 広島県道303号上筒賀津浪線 重複区間終点                               | 山県郡   | 安芸太田町 | 大字中筒賀   |              |
| 国道433号                                                            | 広島市   | 佐伯区     | 湯来町大字下 | 終点         |

### 沿線
- 筒賀川
- 太田川
- JR西日本可部線 廃線跡
- E2A 中国自動車道 27 戸河内IC
- 安芸太田町立殿賀小学校
- 安芸太田町役場 加計支所
- 安芸太田町立加計小学校